# مارك ويلسون (لاعب كرة قدم أمريكية)
مارك ويلسون (بالإنجليزية: Mark Wilson)‏ هو لاعب كرة قدم أمريكية أمريكي، ولد في 11 نوفمبر 1980 في سان خوسيه في الولايات المتحدة.

## وصلات خارجية
- مارك ويلسون على موقع مرجع كرة القدم المحترفة.كوم (الإنجليزية)